# Isidre Flotats i Vilanova
Isidre Flotats i Vilanova (El Pont de Vilomara, 2 de juliol de 1926 - Barcelona, 12 de març de 2014) fou un futbolista català dels anys 1940 i 1950.

## Trajectòria
Començà a jugar al Terrassa FC, d'on posteriorment passà al CF Badalona. El 1950 fitxà pel RCD Espanyol on jugà dues temporades, la primera a molt bon nivell, mentre que la segona jugà poc per culpa d'una lesió. El 1952 ingressà al FC Barcelona. La seva primera temporada al club guanyà lliga i copa. Fou un gran marcador, destacant els marcatges que feu a Di Stefano. Deixà el club el 1960, després de jugar 146 partits i marcar 6 gols, amb un brillant palmarès on destaquen tres lligues, dues copes i dues copes de fires. Acabà la seva carrera al RCD Mallorca.
Disputà un partit internacional amb la selecció catalana de futbol (dita de Barcelona) el dia 26 de juny de 1954 al Volksparkstadion d'Hamburg enfront una selecció d'Hamburg amb victòria per 3 gols a 1. També arribà a ser internacional B amb Espanya el mateix 1954.
Un cop es retirà fou durant sis anys entrenador del futbol base del Barça. Arribà a dirigir el primer equip substituint Ladislau Kubala en els partits disputats a l'Europa comunista. Posteriorment es dedicà al negoci del sector immobiliari.

## Palmarès
FC Barcelona
- Lliga espanyola: 3
  - 1952-53, 1958-59, 1959-60
- Copa espanyola: 3
  - 1952-53, 1956-57, 1958-59
- Copa de les Ciutats en Fires: 2
  - 1955-58, 1958-60
- Copa Eva Duarte de Perón: 1
  - 1953